# مارك والش (لاعب دارت)
مارك والش (بالإنجليزية: Mark Walsh)‏ هو لاعب دارت بريطاني، ولد في 2 فبراير 1965 في واتفورد في المملكة المتحدة.

## وصلات خارجية
- مارك والش على موقع DartsDatabase.co.uk (الإنجليزية)